# Гантварг, Анатолий Абрамович
Анатолий Абрамович Га́нтварг (род. 3 октября 1948, Минск) — советский и белорусский шашист, четырёхкратный чемпион мира по международным шашкам (1978, 1980, 1984, 1985), Европы в командном первенстве (1971, 1980), Всемирной шашечной олимпиады 1986 года в составе команды СССР, четырёхкратный чемпион СССР (1969, 1973, 1977, 1981), чемпион Европы 2010 года в командном первенстве и победитель Всемирной шашечной олимпиады 1992 года в составе команды Белоруссии.
Международный гроссмейстер (1971, по другим данным — 1976), заслуженный мастер спорта (1985).

## Биография
Математик, окончил математический факультет Белорусского государственного университета (1972). С 1974 года работал инструктором Центр. шахматного клуба Вооружённых сил СССР.
В 1984 и 1985 гг. Анатолий Гантварг признавался лучшим спортсменом БССР.
В 1996 году был приглашен в качестве гостя на финальный матч за звание чемпиона мира по международным шашкам в Якутске. После окончания матча Гантварг заявил, что система испытания сопровождалась сверхнагрузкой. Он назвал «укороченные» партии плохим нововведением и высказал предположение, что на следующем конгрессе ФМЖД будет жёсткая борьба за изменения. На чемпионате мира по международным шашкам в 1996 году занял 6-е место.

## Конфликт с ФМЖД
В 2007 году объявил бойкот Всемирной федерации шашек и Европейской конфедерации шашек, отказавшись участвовать в соревнованиях, проводимых под их эгидой. Тем не менее, он не отказывается играть за сборную Белоруссии.
Суть конфликта описана в письме «В Федерацию шашек Республики Беларусь»
В связи с моим отказом играть в чемпионате Белоруссии, являющимся отборочным к зональному турниру чемпионата мира, я делаю заявление, в котором объясняю причины отказа от участия в чемпионатах мира и Европы, проводимых ФМЖД и ЕДС.
Я считаю эти организации криминальными и ничего общего со спортом не имеющими. Заправляют делами в ФМЖД 4-5 человек, которые никогда не играли даже на низком уровне, а некоторые не играли вообще.
Устав и правила для них не существуют. Они придумывают идиотские правила, противоречащие здравому смыслу, и находят судей из своего круга, которые эти правила реализовывают.

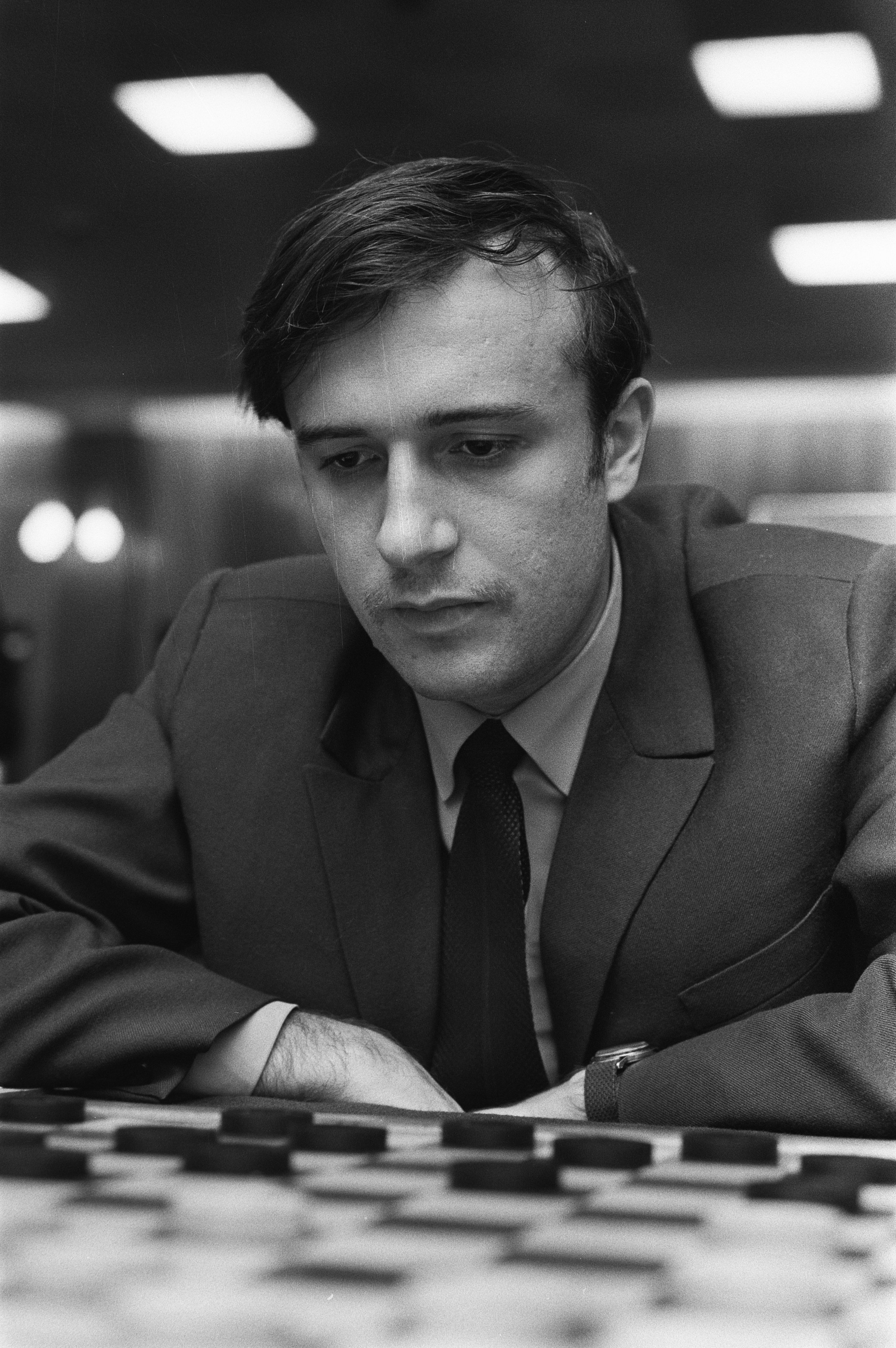
Анатолий Гантварг  (1970)
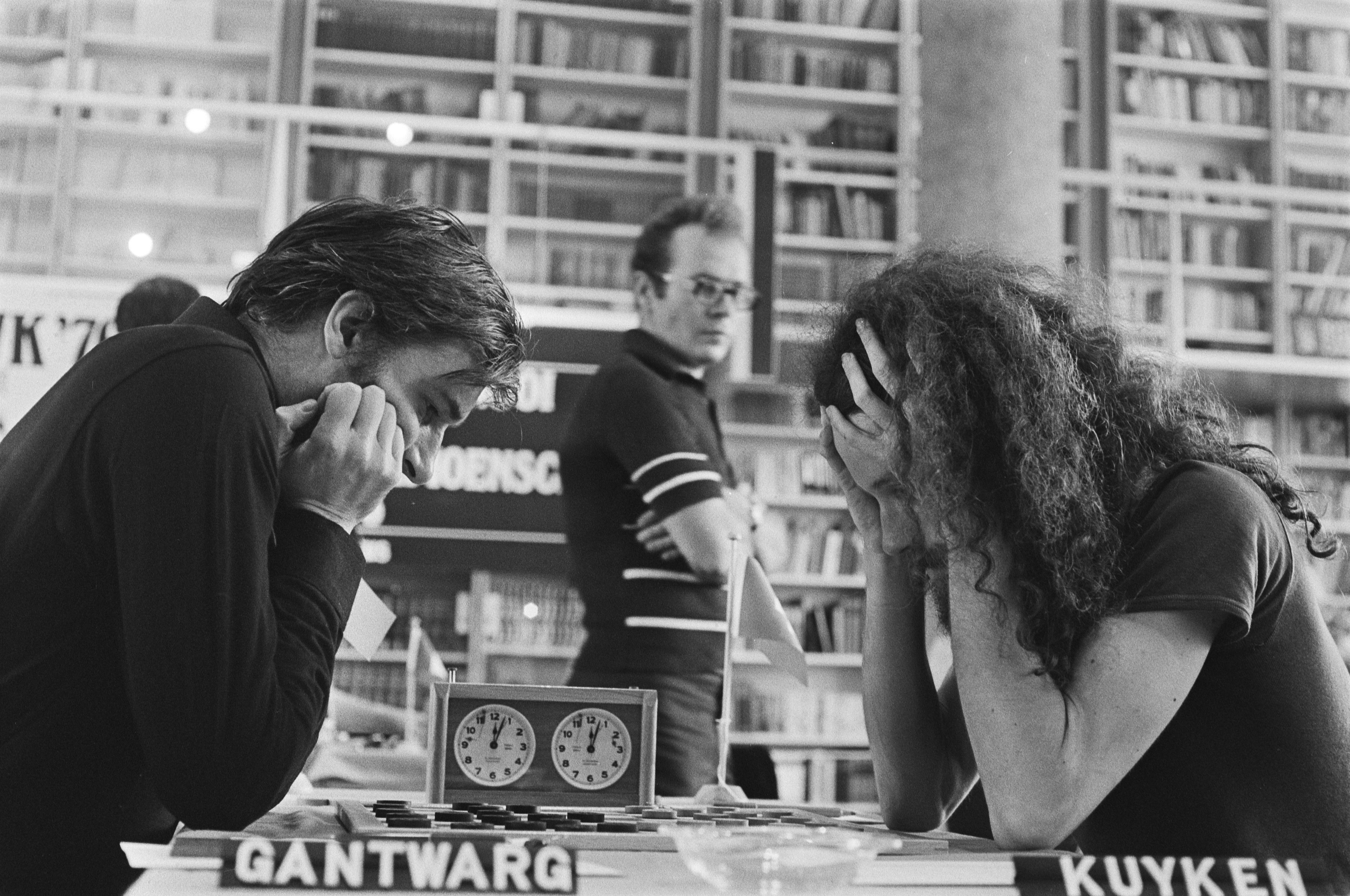
Анатолий Гантварг играет с Андреасом Кьюкеном (1976)
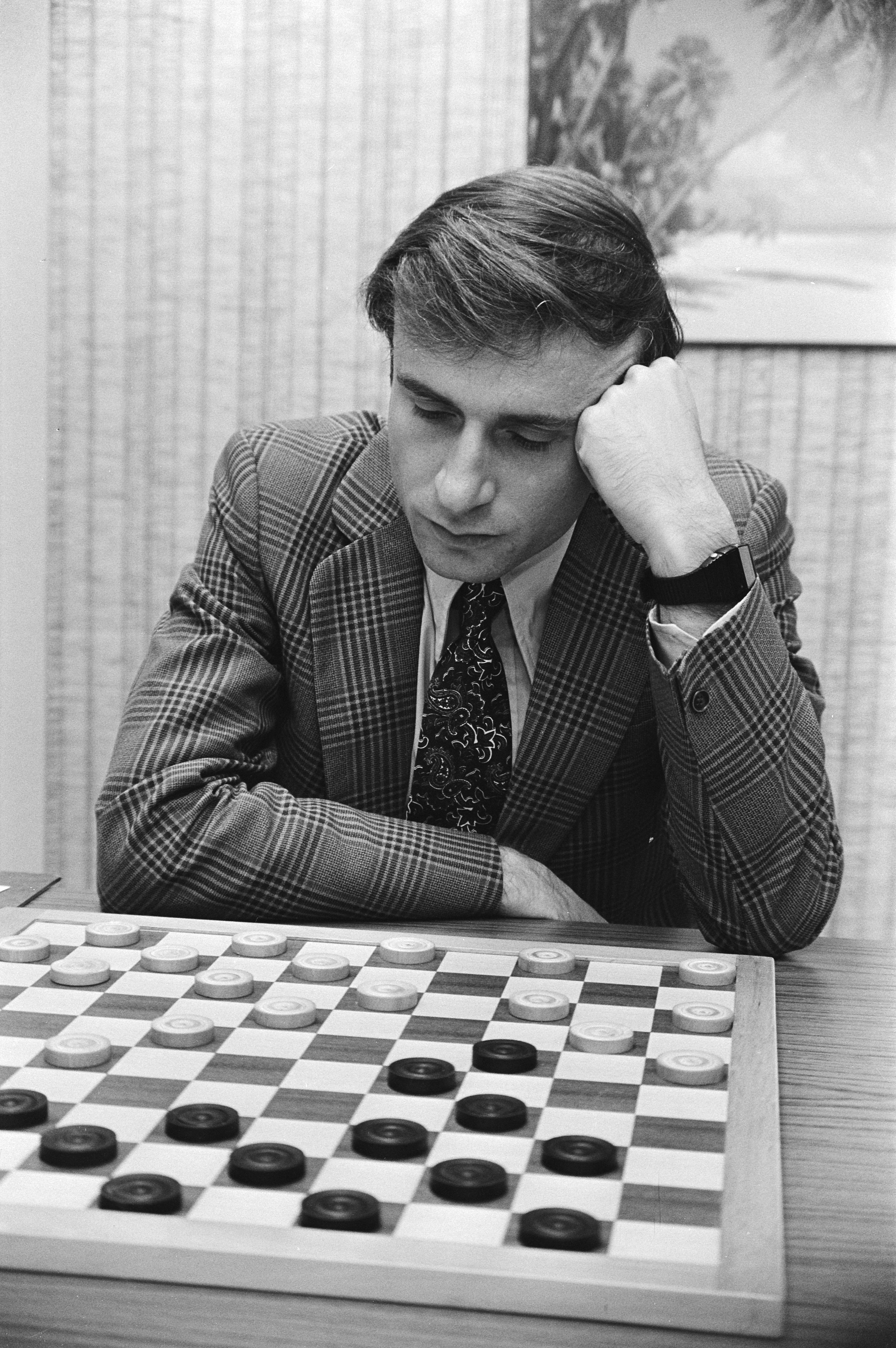
Анатолий Гантварг  (1979)

## Пропаганда шашек
Написал автобиографическую книгу:
- 50 поединков на 100 клетках. — Минск: Полымя, 1986. — 203 с.: ил.

В 2007 году А. Гантварг также провёл показательный матч в русские шашки с Президентом Абхазии